# Drycothaea bicolorata
Drycothaea bicolorata là một loài bọ cánh cứng trong họ Cerambycidae.